# Liga de Básquetbol Estatal de Chihuahua 2024
La Liga de Básquetbol Estatal de Chihuahua 2024 se refiere al certamen de la Liga Estatal de Básquetbol de Chihuahua que se celebró en 2024.
Por motivos de esponsorización, la liga se le conoce también como Liga Mexbet LBE.
La temporada 2024 contará solamente con la participación de seis equipos -siendo la de menor participación en la historia de la liga-, para este año, Mineros de Parral desapare del circuito  mientras regresan los Pioneros de Delicias.

## Sistema de competición
Se sigue un sistema de liga, los seis equipos se enfrentarán todos contra todos en dos o cuatro ocasiones contra cada equipo, con 7 juegos de local y 7 de visitante; sumando un total de 14 jornadas.

## Equipos
| Liga de Básquetbol Estatal de Chihuahua 2024 |                          |                                        |
| Equipo                                       | Ciudad                   | Gimnasio                               |
| Apaches de Chihuahua                         | Chihuahua, Chihuahua     | Gimnasio Rodrigo M. Quevedo            |
| Dorados de Chihuahua                         | Chihuahua, Chihuahua     | Gimnasio Manuel Bernardo Aguirre       |
| Indios de Ciudad Juárez                      | Ciudad Juárez, Chihuahua | Gimnasio Municipal Josué “Neri” Santos |
| Indomables de Ciudad Juárez                  | Ciudad Juárez, Chihuahua | Gimnasio Municipal Josué “Neri” Santos |
| Pioneros de Delicias                         | Delicias, Chihuahua      | Gimnasio Municipal de Delicias         |
| Toros Laguna                                 | Torreón, Coahuila        | Auditorio Municipal Torreón            |

## Temporada 2024

### Resultados
| Indomables | 102-112 | Apaches  | Gimnasio Josué “Neri” Santos     | 26 de enero | 20:00 |
| Dorados    | 111-76  | Indios   | Gimnasio Manuel Bernardo Aguirre | 26 de enero | 20:00 |
| Toros      | 115-97  | Pioneros | Auditorio Municipal de Torreón   | 26 de enero | 20:00 |

| Indios   | 107-108 | Indomables | Gimnasio Josué “Neri” Santos   | 27 de enero | 20:00 |
| Apaches  | 105-100 | Toros      | Gimnasio Rodrigo M. Quevedo    | 27 de enero | 20:00 |
| Pioneros | 100-121 | Dorados    | Gimnasio Municipal de Delicias | 27 de enero | 20:30 |

| Indios   | 105-126 | Apaches    | Gimnasio Josué “Neri” Santos     | 2 de febrero | 20:00 |
| Dorados  | 126-117 | Toros      | Gimnasio Manuel Bernardo Aguirre | 2 de febrero | 20:00 |
| Pioneros | 107-104 | Indomables | Gimnasio Municipal de Delicias   | 2 de febrero | 20:30 |

| Indomables | 120-100 | Dorados  | Gimnasio Josué “Neri” Santos   | 3 de febrero | 20:00 |
| Apaches    | 109-92  | Pioneros | Gimnasio Rodrigo M. Quevedo    | 3 de febrero | 20:00 |
| Toros      | 119-92  | Indios   | Auditorio Municipal de Torreón | 4 de febrero | 19:00 |

| Toros   | 118-128 | Indomables | Auditorio Municipal de Torreón | 9 de febrero | 20:00 |
| Indios  | 113-109 | Pioneros   | Gimnasio Josué “Neri” Santos   | 9 de febrero | 20:00 |
| Apaches | 103-136 | Dorados    | Gimnasio Rodrigo M. Quevedo    | 9 de febrero | 20:00 |

| Dorados  | 126-132 | Indomables | Gimnasio Manuel Bernardo Aguirre | 10 de febrero | 18:00 |
| Pioneros | 113-108 | Toros      | Gimnasio Municipal de Delicias   | 10 de febrero | 20:30 |
| Indios   | 102-112 | Apaches    | Gimnasio Josué “Neri” Santos     | 28 de febrero | 20:00 |

| Toros      | 124-125 | Dorados  | Auditorio Municipal de Torreón | 14 de febrero | 20:00 |
| Apaches    | 105-97  | Pioneros | Gimnasio Rodrigo M. Quevedo    | 15 de febrero | 20:00 |
| Indomables | 115-102 | Indios   | Gimnasio Josué “Neri” Santos   | 15 de febrero | 20:00 |

| Apaches  | 139-135 | Indomables | Gimnasio Rodrigo M. Quevedo    | 16 de febrero | 20:00 |
| Indios   | 114-121 | Dorados    | Gimnasio Josué “Neri” Santos   | 16 de febrero | 20:00 |
| Pioneros | 95-94   | Toros      | Gimnasio Municipal de Delicias | 16 de febrero | 20:30 |

| Indomables | 118-124 | Indios   | Gimnasio Josué “Neri” Santos     | 23 de febrero | 20:00 |
| Dorados    | 117-113 | Pioneros | Gimnasio Manuel Bernardo Aguirre | 23 de febrero | 20:00 |
| Toros      | 118-101 | Apaches  | Auditorio Municipal de Torreón   | 5 de marzo    | 20:00 |

| Indomables | 108-99  | Pioneros | Gimnasio Josué “Neri” Santos   | 24 de febrero | 20:00 |
| Apaches    | 109-91  | Indios   | Gimnasio Rodrigo M. Quevedo    | 24 de febrero | 20:00 |
| Toros      | 106-117 | Dorados  | Auditorio Municipal de Torreón | 10 de marzo   | 17:00 |

| Dorados  | 122-90  | Indomables | Gimnasio Manuel Bernardo Aguirre | 1 de marzo | 20:00 |
| Indios   | 110-118 | Toros      | Gimnasio Josué “Neri” Santos     | 1 de marzo | 20:00 |
| Pioneros | 104-80  | Apaches    | Gimnasio Municipal de Delicias   | 1 de marzo | 20:30 |

| Indomables | 119-134    | Toros   | Gimnasio Josué “Neri” Santos     | 2 de marzo | 20:00 |
| Dorados    | 114-109 TE | Apaches | Gimnasio Manuel Bernardo Aguirre | 2 de marzo | 20:00 |
| Pioneros   | 114-99     | Indios  | Gimnasio Municipal de Delicias   | 2 de marzo | 20:30 |

| Indomables | 116-102 | Dorados  | Gimnasio Josué “Neri” Santos   | 4 de marzo | 20:00 |
| Toros      | 108-96  | Pioneros | Auditorio Municipal de Torreón | 8 de marzo | 20:00 |
| Apaches    | 132-118 | Indios   | Gimnasio Rodrigo M. Quevedo    | 8 de marzo | 20:00 |

| Dorados  | 113-94     | Toros      | Gimnasio Manuel Bernardo Aguirre | 7 de marzo | 20:00 |
| Indios   | 140-144 TE | Indomables | Gimnasio Josué “Neri” Santos     | 9 de marzo | 20:00 |
| Pioneros | 96-82      | Apaches    | Gimnasio Municipal de Delicias   | 9 de marzo | 20:30 |

### Clasificación
| #                                                                         | Equipo                      | JJ | JG | JP | PF   | PC   | DIF  | PTOS |
| ------------------------------------------------------------------------- | --------------------------- | -- | -- | -- | ---- | ---- | ---- | ---- |
| 1                                                                         | Dorados de Chihuahua        | 14 | 11 | 3  | 1651 | 1517 | 134  | 25   |
| 2                                                                         | Apaches de Chihuahua        | 14 | 9  | 5  | 1524 | 1510 | 14   | 23   |
| 3                                                                         | Indomables de Ciudad Juárez | 14 | 8  | 6  | 1639 | 1632 | 7    | 22   |
| 4                                                                         | Toros Laguna                | 14 | 6  | 8  | 1573 | 1537 | 36   | 20   |
| 5                                                                         | Pioneros de Delicias        | 14 | 6  | 8  | 1432 | 1463 | -31  | 20   |
| 6                                                                         | Indios de Ciudad Juárez     | 14 | 2  | 12 | 1496 | 1656 | -160 | 16   |
| Fuente: Liga de Básquetbol Estatal de Chihuahua; actualización automática |                             |    |    |    |      |      |      |      |

- Clasificado a Playoffs.
- Actualizada al 10 de marzo de 2024.[3]

### Líderes

#### Puntos
| Jugador                        | Equipo                      | Promedio |
| ------------------------------ | --------------------------- | -------- |
| Durrell La Faunce Summers      | Indomables de Ciudad Juárez | 28.3     |
| Dylan Jurod Smith              | Indomables de Ciudad Juárez | 23.9     |
| Jordan Devaughn Loveridge      | Dorados de Chihuahua        | 22.5     |
| Dimencio Vaughn                | Indomables de Ciudad Juárez | 22.2     |
| Karim Scott Rodríguez Carrasco | Apaches de Chihuahua        | 22.1     |

#### Rebotes
| Jugador                            | Equipo                      | Promedio |
| ---------------------------------- | --------------------------- | -------- |
| Jeffrey Curtis Aynes               | Indomables de Ciudad Juárez | 13.7     |
| Charles Mitchell                   | Dorados de Chihuahua        | 12.0     |
| Deion Maurice McClenton            | Pioneros de Delicias        | 10.3     |
| Héctor Humberto Hernández Gallegos | Apaches de Chihuahua        | 8.4      |
| Jorge Luis Torres                  | Toros Laguna                | 6.9      |

#### Asistencias
| Jugador                        | Equipo                      | Promedio |
| ------------------------------ | --------------------------- | -------- |
| Carlos Ramsés Suárez Rodríguez | Indomables de Ciudad Juárez | 7.1      |
| Jeffrey Kyle Ledbetter         | Dorados de Chihuahua        | 6.8      |
| Jaron Michael Martin           | Dorados de Chihuahua        | 6.2      |
| Karim Scott Rodríguez Carrasco | Apaches de Chihuahua        | 5.8      |
| Iván Montano Macías            | Toros Laguna                | 5.0      |

 =  Cuenta con nacionalidad mexicana. 
- Fuente: Líderes

### Playoffs
|  | Semifinales      | Semifinales                 | Semifinales      |                      |   | Final                     | Final                     | Final                     |  |
|  | 15 - 25 de marzo | 15 - 25 de marzo            | 15 - 25 de marzo |                      |   | 31 de marzo - 15 de abril | 31 de marzo - 15 de abril | 31 de marzo - 15 de abril |  |
|  |                  |                             |                  |                      |   |                           |                           |                           |  |
|  |                  |                             |                  |                      |   |                           |                           |                           |  |
|  | 1                | Dorados Capital             | 3                |                      |   |                           |                           |                           |  |
|  | 1                | Dorados Capital             | 3                |                      |   |                           |                           |                           |  |
|  | 4                | Toros Laguna                | 2                |                      |   |                           |                           |                           |  |
|  | 4                | Toros Laguna                | 2                |                      | 1 | Dorados Capital           | 3                         |                           |  |
|  |                  |                             |                  |                      | 1 | Dorados Capital           | 3                         |                           |  |
|  |                  |                             | 2                | Apaches de Chihuahua | 1 |                           |                           |                           |  |
|  | 2                | Apaches de Chihuahua        | 2                | Apaches de Chihuahua | 1 | 3                         |                           |                           |  |
|  | 2                | Apaches de Chihuahua        |                  |                      |   | 3                         |                           |                           |  |
|  | 3                | Indomables de Ciudad Juárez | 1                |                      |   |                           |                           |                           |  |
|  | 3                | Indomables de Ciudad Juárez | 1                |                      |   |                           |                           |                           |  |
|  |                  |                             |                  |                      |   |                           |                           |                           |  |

#### Semifinales

##### (1)Dorados de Chihuahuavs. (4)Toros Laguna
| 15 de marzo 20:00 | Dorados de Chihuahua                                                 | 90–104               | Toros Laguna                                                      | Chihuahua, Chihuahua   |  |
|                   | Parciales: 17-26, 27-18, 14-34, 32-26                                |                      |                                                                   |                        |  |
|                   | Estadísticas Avry Holmes (27) Charles Mitchell (12) Jaron Martin (5) | Reporte Pts Reb Asts | Estadísticas (21) Aaron Fuller (10) Aaron Fuller (8) Iván Montano | Pabellón: Gimnasio MBA |  |

| 16 de marzo 17:30 | Dorados de Chihuahua                                                  | 124–103              | Toros Laguna                                                            | Chihuahua, Chihuahua   |  |
|                   | Parciales: 32-31, 31-27, 34-27, 27-18                                 |                      |                                                                         |                        |  |
|                   | Estadísticas Charles Mitchell (27) Irwin Ávalos (12) Jaron Martin (9) | Reporte Pts Reb Asts | Estadísticas (31) Moisés Andriassi (7) Raúl Olalde (4) Moisés Andriassi | Pabellón: Gimnasio MBA |  |

| 22 de marzo, 20:00 | Toros Laguna                                                          | 113–87               | Dorados de Chihuahua                                                      | Torreón, Coahuila                     |  |
|                    | Parciales: 22-29, 22-21, 43-18, 26-19                                 |                      |                                                                           |                                       |  |
|                    | Estadísticas Aaron Fuller (30) Aaron Fuller (10) Moisés Andriassi (6) | Reporte Pts Reb Asts | Estadísticas (16) Charles Mitchell (12) Charles Mitchell (5) Jaron Martin | Pabellón: Auditorio Municipal Torreón |  |

| 23 de marzo, 19:00 | Toros Laguna                                                        | 99–106               | Dorados de Chihuahua                                                         | Torreón, Coahuila                     |  |
|                    | Parciales: 27-18, 19-35, 31-28, 22-25                               |                      |                                                                              |                                       |  |
|                    | Estadísticas Aaron Fuller (20) J. J. Avila (9) Moisés Andriassi (6) | Reporte Pts Reb Asts | Estadísticas (28) Avry Holmes (10) Charles Mitchell (6) J. Martin, A. Holmes | Pabellón: Auditorio Municipal Torreón |  |

| 25 de marzo 20:00 | Dorados de Chihuahua                                                 | 103–99               | Toros Laguna                                                   | Chihuahua, Chihuahua   |  |
|                   | Parciales: 35-24, 23-22, 17-25, 28-28                                |                      |                                                                |                        |  |
|                   | Estadísticas Jaron Martin (20) Charles Mitchell (14) Avry Holmes (5) | Reporte Pts Reb Asts | Estadísticas (21) J. J. Avila (11) J. J. Avila (7) Raúl Olalde | Pabellón: Gimnasio MBA |  |

##### (2)Apaches de Chihuahuavs. (3)Indomables de Ciudad Juárez
| 16 de marzo, 20:00 | Apaches de Chihuahua                                                        | 120–106              | Indomables de Ciudad Juárez                                               | Chihuahua, Chihuahua                  |  |
|                    | Parciales: 35-20, 36-27, 24-24, 25-35                                       |                      |                                                                           |                                       |  |
|                    | Estadísticas Héctor Hernández (25) Héctor Hernández (8) Karim Rodríguez (7) | Reporte Pts Reb Asts | Estadísticas (32) Durrell Summers (11) Fernando Benitez (4) Ramsés Suárez | Pabellón: Gimnasio Rodrigo M. Quevedo |  |

| 17 de marzo, 17:00 | Apaches de Chihuahua                                                  | 114–95               | Indomables de Ciudad Juárez                                                                 | Chihuahua, Chihuahua                  |  |
|                    | Parciales: 24-33, 27-18, 31-22, 32-22                                 |                      |                                                                                             |                                       |  |
|                    | Estadísticas Joseph Quintana (27) Marco Ramos (9) Jorge Gutiérrez (8) | Reporte Pts Reb Asts | Estadísticas (29) Durrell Summers (9) M. Hernández, F. Benitez (3) M. Hernández, F. Benitez | Pabellón: Gimnasio Rodrigo M. Quevedo |  |

| 22 de marzo, 20:00 | Indomables de Ciudad Juárez                                                 | 97–91                | Apaches de Chihuahua                                                       | Cd. Juárez, Chihuahua                            |  |
|                    | Parciales: 22-23, 29-18, 21-28, 25-22                                       |                      |                                                                            |                                                  |  |
|                    | Estadísticas Durrell Summers (41) Durrell Summers (11) Manuel Hernández (6) | Reporte Pts Reb Asts | Estadísticas (26) Karim Rodríguez (9) Héctor Hernández (6) Jorge Gutiérrez | Pabellón: Gimnasio Municipal Josué “Neri” Santos |  |

| 23 de marzo, 20:00 | Indomables de Ciudad Juárez                                             | 105–116              | Apaches de Chihuahua                                                      | Cd. Juárez, Chihuahua                            |  |
|                    | Parciales: 28-34, 27-23, 23-29, 27-30                                   |                      |                                                                           |                                                  |  |
|                    | Estadísticas Durrell Summers (42) Gabriel Vázquez (9) Ramsés Suárez (7) | Reporte Pts Reb Asts | Estadísticas (24) Joseph Quintana (9) Joseph Quintana (6) Jorge Gutiérrez | Pabellón: Gimnasio Municipal Josué “Neri” Santos |  |

#### Final

##### (1)Dorados de Chihuahuavs. (2)Apaches de Chihuahua
| 31 de marzo, 17:00 | Dorados de Chihuahua                                                      | 97–88                | Apaches de Chihuahua                                                        | Chihuahua, Chihuahua   |  |
|                    | Parciales: 33-14, 21-33, 16-25, 27-16                                     |                      |                                                                             |                        |  |
|                    | Estadísticas Charles Mitchell (21) Jordan Loveridge (10) Jaron Martin (9) | Reporte Pts Reb Asts | Estadísticas (28) Karim Rodríguez (10) Héctor Hernández (6) Jorge Gutiérrez | Pabellón: Gimnasio MBA |  |

| 1 de abril, 20:00 | Dorados de Chihuahua                                                             | 103–96               | Apaches de Chihuahua                                                             | Chihuahua, Chihuahua   |  |
|                   | Parciales: 18-22, 27-20, 28-27, 19-23 (T.E.: 11-4)                               |                      |                                                                                  |                        |  |
|                   | Estadísticas Jordan Loveridge (25) Jordan Loveridge (9) J. Martin, A. Holmes (4) | Reporte Pts Reb Asts | Estadísticas (24) Jorge Gutiérrez (12) Gary McGhee (5) J. Quintana, J. Gutiérrez | Pabellón: Gimnasio MBA |  |

| 5 de abril, 20:00 | Apaches de Chihuahua                                                      | 103–95               | Dorados de Chihuahua                                                         | Chihuahua, Chihuahua                  |  |
|                   | Parciales: 23-32, 36-22, 23-24, 21-17                                     |                      |                                                                              |                                       |  |
|                   | Estadísticas Joseph Quintana (26) Ricardo Valdéz (10) Jorge Gutiérrez (5) | Reporte Pts Reb Asts | Estadísticas (19) Jordan Loveridge (9) José David Estrada (4) Tres jugadores | Pabellón: Gimnasio Rodrigo M. Quevedo |  |

| 6 de abril, 19:00 | Apaches de Chihuahua                                                            | 89–102               | Dorados de Chihuahua                                                 | Chihuahua, Chihuahua                  |  |
|                   | Parciales: 27-28, 18-27, 24-19, 20-28                                           |                      |                                                                      |                                       |  |
|                   | Estadísticas Joseph Quintana (18) J. Quintana, R. Valdéz (6) Ricardo Valdéz (3) | Reporte Pts Reb Asts | Estadísticas (25) Jaron Martin (16) Charles Mitchell (7) Avry Holmes | Pabellón: Gimnasio Rodrigo M. Quevedo |  |

| 12 de abril, 20:00 | Dorados de Chihuahua  | 91–83   | Apaches de Chihuahua | Chihuahua, Chihuahua   |  |
|                    | Parciales: -, -, -, - |         |                      |                        |  |
|                    |                       | Reporte |                      | Pabellón: Gimnasio MBA |  |

### Juego de Estrellas
El Juego de Estrellas 2024 se realizó el domingo 18 de febrero en el Auditorio Municipal de Torreón, Coahuila, casa de los vigentes campeones Toros Laguna.
El equipo "México" y el equipo "Extranjeros" terminaron empatados con marcador de 108 puntos por equipo..
Karim Rodríguez fue nombrado MVP al encestar un improbable y agónico triple sobre la hora para empatar el marcador y poner un espectacular cerrojazo al Juego de Estrellas 2024 en la Liga de las Estrellas LBE MexBet.

#### Equipos
| Nombre                                             | Equipo     | Pos |
| -------------------------------------------------- | ---------- | --- |
| Carlos Ramsés Suárez Rodríguez                     | Indomables | PG  |
| Gabriel Vázquez Mejía                              | Indomables | PF  |
| Ricardo Valdéz Bustamante                          | Apaches    | SF  |
| Jorge Iván Gutiérrez Cárdenas                      | Apaches    | PG  |
| José David Estrada Stone                           | Dorados    | SG  |
| Alejandro Villanueva López                         | Dorados    | SF  |
| Raúl Fernando Olalde Vázquez                       | Toros      | PF  |
| Fernando de Jesús Benítez Gómez                    | Indios     | C   |
| Alejandro Reyna Martínez                           | Dorados    | C   |
| Jonathan Humberto Machado Tamez                    | Toros      | PF  |
| Karim Scott Rodríguez Carrasco                     | Apaches    | SG  |
| Ricardo Calatayud Ávila                            | Indios     | PG  |
| Entrenador: Miguel de Jesus López Alonzo (Dorados) |            |     |
| Asistente: Jorge Valverde Hernández (Apaches)      |            |     |

| Nombre                                     | Equipo     | Pos |
| ------------------------------------------ | ---------- | --- |
| Charles Mitchell                           | Dorados    | PF  |
| Jeffrey Curtis Aynes                       | Indomables | SG  |
| Jeffrey Kyle Ledbetter                     | Dorados    | PG  |
| Gary Ricks Mondragón Jr.                   | Toros      | SG  |
| Deion Maurice McClenton                    | Pioneros   | C   |
| Manuel Alonso Hernández Littlejohn         | Indomables | SG  |
| Gilberto Clavell III                       | Pioneros   | PF  |
| Dimencio Vaughn                            | Indomables | SF  |
| Jaron Michael Martin                       | Dorados    | PG  |
| Dwayne Tequan Morgan                       | Indios     | C   |
| Roberto Carlos Jiménez Ayala               | Apaches    | PF  |
| Aaron Craig Fuller                         | Toros      | SG  |
| Entrenador: Bradley Arocho (Indomables)    |            |     |
| Asistente: Juan José Pidal Grassia (Toros) |            |     |

 =  Cuenta con nacionalidad mexicana. 

#### Concurso de Habilidades
| Pos | Jugador                    | Equipo     |
| --- | -------------------------- | ---------- |
| PG  | Iván Montano Macías        | Toros      |
| PG  | Dylan Jurod Smith          | Indomables |
| PG  | Jaron Michael Martin       | Dorados    |
| PG  | Jared Alexis Pérez Acevedo | Dorados    |

 =  Cuenta con nacionalidad mexicana. 

#### Concurso de Triples
| Pos | Jugador                            | Equipo     | 1ª Ronda | Final   |
| --- | ---------------------------------- | ---------- | -------- | ------- |
| SF  | Alejandro Villanueva López         | Dorados    | 25 ptos  | 21 ptos |
| PF  | Gabriel Vazquez Mejía              | Indomables | 25 ptos  | 16 ptos |
| SG  | Gary Ricks Mondragón Jr.           | Toros      | 20 ptos  | DNQ     |
| PG  | Dylan Jurod Smith                  | Indomables | 19 ptos  | DNQ     |
| PG  | Ricardo Calatayud Ávila            | Indios     | 18 ptos  | DNQ     |
| PG  | Manuel Alonso Hernández Littlejohn | Indomables | 18 ptos  | DNQ     |
| SG  | Juan Ángel Contreras Muro          | Indios     | 10 ptos  | DNQ     |

 =  Cuenta con nacionalidad mexicana. 

#### Concurso de Clavadas
| Pos | Jugador                            | Equipo     | 1ª Ronda | Final   |
| --- | ---------------------------------- | ---------- | -------- | ------- |
| SG  | Manuel Alonso Hernández Littlejohn | Indomables | 46 ptos  | 50 ptos |
| SF  | Dimencio Vaughn                    | Indomables | 43 ptos  | 0 ptos  |
| PF  | Roberto Carlos Jiménez Ayala       | Apaches    | 40 ptos  | DNQ     |
| PF  | Jared Alexis Pérez Acevedo         | Dorados    | 0 ptos   | DNQ     |

 =  Cuenta con nacionalidad mexicana. 